# La 25e Heure (film, 2002)
Pour les articles homonymes, voir La 25e Heure.
Pour plus de détails, voir Fiche technique et Distribution.
La 25e Heure ou 24 heures avant la nuit au Québec (25th Hour) est un drame américain de Spike Lee sorti en 2002. Il s'agit d'une adaptation cinématographique du roman 24 heures avant la nuit de David Benioff, publié l'année précédente.

## Synopsis
À New York, Montgomery « Monty » Brogan (Edward Norton) est arrêté en possession d'une importante quantité d'argent et d'héroïne. Il est condamné à sept années de prison. Il profite de son dernier jour de liberté sous caution pour voir ceux qui font partie de sa vie : son père (Brian Cox), ses deux meilleurs amis Jakob Elinsky (Philip Seymour Hoffman) et Frank Slaughtery (Barry Pepper), et sa petite amie Naturelle Riviera (Rosario Dawson) qu'il soupçonne de l'avoir dénoncé. Tout au long de cette journée ponctuée par la soirée fête d'adieu, tous s'interrogent et se tourmentent sur le comment et le pourquoi il en est arrivé là. Son père regrette, ses amis et sa petite amie se renvoient la responsabilité de l'avoir regardé faire sans l'alerter.
Au delà de cette épée de Damoclès, qu'est la prison, cette journée est l'épicentre de son interrogation sur ses actes à travers la remémoration des instants qui ont précédé et qui entourent son arrestation. Cette remémoration ira du reproche de s'être fait prendre, de l'impact de son incarcération sur ses proches, de son obsession pour sa survie en prison, à la prise de conscience et à l'acceptation de sa responsabilité.

## Fiche technique
- Titre français : La 25e Heure
- Titre original : 25th Hour
- Titre québécois : 24 heures avant la nuit (également nommé pour sa sortie vidéo en France et en Belgique)
- Réalisation : Spike Lee
- Scénario : David Benioff, d'après son roman 24 heures avant la nuit (25th Hour)
- Décors : James Chinlund
- Costumes : Sandra Hernandez
- Directeur de la photographie : Rodrigo Prieto
- Musique : Terence Blanchard
- Producteur exécutif : Nick Wechsler
- Production : Spike Lee, Tobey Maguire, Julia Chasma et Jon Kilik
- Sociétés de production : 40 Acres & A Mule Filmworks, Touchstone Pictures, 25th Hour Productions, Gamut Films et Industry Entertainment
- Distribution : Buena Vista Pictures (États-Unis), Gaumont Buena Vista International (France)
- Pays d'origine :  États-Unis
- Format : Couleurs - son DTS
- Budget : 5 millions de dollars[1]
- Genre : drame
- Durée : 135 minutes
- Dates de sortie[2] : 
  - États-Unis : 16 décembre 2002 (avant-première à New York)
  - États-Unis, Canada : 10 janvier 2003
  - France : 12 mars 2003
  - Suisse romande : 2 avril 2003
  - Belgique : 9 avril 2003

## Distribution
- Edward Norton (V. F. : Damien Boisseau) : Montgomery « Monty » Brogan
- Barry Pepper (V. F. : Guillaume Lebon) : Frank Slaughtery
- Philip Seymour Hoffman (V. F. : Emmanuel Jacomy) : Jacob Elinsky
- Rosario Dawson (V. F. : Vanina Pradier) : Naturelle Riviera
- Anna Paquin (V. F. : Natacha Muller) : Mary D'Annunzio
- Brian Cox (V. F. : Jacques Frantz) : James Brogan
- Tony Siragusa (V. F. : Luc Florian) : Kostya Novotny
- Levan Uchaneishvili (V. F. : Igor De Savitch) : oncle Nikolai
- Tony Devon : l'agent Allen
- Misha Kuznetsov : Senka Valghobek
- Isiah Whitlock Jr. : l'agent Flood
- Michael Genet : l'agent Cunningham
- Patrice O'Neal : Khari
- Al Palagonia : Salvatore Dominick
- Aaron Stanford : Marcuse
- Dania Ramírez : Daphne
- Vanessa Ferlito : Lindsay Jamison

## Production

### Développement
La 25e Heure est tiré du premier roman de David Benioff, publié en 2001, et en France sous le titre 24 heures avant la nuit. Avant même sa parution, les droits du roman sont achetés par Tobey Maguire et la société de production Industry Entertainment. L'auteur adaptera ensuite lui-même son œuvre en scénario.
Spike Lee est très séduit par le roman : « j'ai tout de suite été sensible au sujet, à sa force, ses paradoxes, son humanité aussi. C'est une histoire qui donne à penser et à ressentir. Elle se déroule comme un compte à rebours sur 24 heures et cela me séduisait. Cela renforce l'intensité et concentre les choix sur une courte période ». De plus, il voit en Monty Brogan, un personnage atypique : « Je ne choisis jamais les films que je réalise sur le caractère sympathique ou non des protagonistes. Monty Brogan est un trafiquant de drogue, et bien sûr, cela le rend antipathique aux yeux de l'immense majorité des gens. Pourtant, les individus les moins recommandables font souvent les meilleurs personnages, ils ont parfois des destins captivants et tragiques. J'aime chercher ce qu'il y a de bon dans ce qui semble mauvais. Le paradoxe de l'être humain est fascinant ».
Bien que le livre soit paru avant les attentats du 11 septembre 2001, le réalisateur Spike Lee souhaite ajouter ces éléments au film : « Quand on me demande de quoi parle La 25e Heure, je réponds qu'Edward Norton joue un dealer qui passe ses dernières 24 heures de liberté dans le New York d'après le 11 septembre [...]. Même si le roman et le scénario ont été écrits avant le 11 septembre, nous savions qu'il fallait inclure l'événement dans le film. Il ne s'agissait pas d'être démonstratifs mais d'inclure cette nouvelle réalité dans le climat, dans le décor. Ignorer ce qui s'est passé et ce que cela a changé dans la ville est impossible. Ne pas en tenir compte, ne pas le présenter dans le contexte aurait été au moins une erreur, au pire un mensonge. Nous avons intégré les conséquences de cette tragédie au scénario, et c'est devenu un élément qui a été incorporé à la photo et même dans le dialogue. »
Très impliqué dans le projet, l'acteur Edward Norton en finance une partie avec — selon lui — le moindre penny gagné pour son rôle de Will Graham dans Dragon rouge (2002) de Brett Ratner.

### Attribution des rôles
Après avoir acheté les droits du roman, Tobey Maguire veut tenir le rôle principal. Finalement engagé sur Spider-Man, il n'officie qu'en tant que producteur.
Brittany Murphy est initialement envisagée pour incarner Mary D'Annunzio. Elle quittera finalement le projet et remplacée par Anna Paquin. Le rôle de Naturelle a par ailleurs été proposé à Alicia Keys.

### Tournage
Le film a été tourné dans les cinq arrondissements de New York : Bronx, Queens, Staten Island, Brooklyn et Manhattan, ainsi qu'à Austin, El Paso et Elgin au Texas.
Le tournage du film a débuté le 13 mai 2002 pour finir le 3 juillet 2002.
Lors de la scène de la bagarre, le comédien Barry Pepper a accidentellement cassé le nez d'Edward Norton.

### Musique
La musique du film est composée par Terence Blanchard, fidèle collaborateur du réalisateur. Elle est enregistrée à Londres, avec 80 musiciens de l'Orchestre philharmonique royal et du London Symphonic Orchestra. Contrairement à la plupart des précédents films de Spike Lee, ce sont les compositions originales de Terence Blanchard qui sont éditées en album (par Hollywood Records), et non les chansons présentes dans le film. On peut ainsi entendre dans le film :
- Big Daddy Kane – Warm It Up, Kane[7]
- Craig Mack – Flava in Ya Ear
- The Olympic Runners – Put the Music Where Your Mouth Is
- Grandmaster Melle Mel – White Lines (Don't Do It)
- Liquid Liquid – Cavern
- Cymande – Bra
- Cymande – Dove
- Cymande – The Message
- Bruce Springsteen – The Fuse

## Accueil

### Critique
Le film reçoit des critiques globalement positives. Sur l'agrégateur américain Rotten Tomatoes, il récolte 78% d'opinions favorables pour 176 critiques et une note moyenne de 7,23⁄10 avec comme consensus « un film intelligent et bien interprété malgré les excès habituels de Spike Lee ». Sur Metacritic, il obtient une note moyenne de 68⁄100 pour 40 critiques.
Le célèbre critique Roger Ebert inclut La 25e Heure dans la liste de ses films préférés.
En France, le film obtient une note moyenne de 3,9⁄5 sur le site Allociné, qui recense 20 titres de presse.

### Box-office
Produit pour seulement 5 millions de dollars, La 25e Heure récolte plus de 23 millions de dollars au box-office mondial.
| Pays ou région    | Box-office      | Date d'arrêt du box-office | Nombre de semaines |
| ----------------- | --------------- | -------------------------- | ------------------ |
| États-Unis Canada | 13 084 595 $    | 1er mai 2002               | 20                 |
| France            | 404 926 entrées | -                          | -                  |
| Total mondial     | 23 928 503 $    | -                          | -                  |

## Distinctions
Source : Internet Movie Database

### Récompenses
- Central Ohio Film Critics Association Awards 2003 : meilleure musique pour Terence Blanchard
- Las Vegas Film Critics Society Awards 2003 : meilleure musique pour Terence Blanchard
- Prix Sant Jordi du cinéma 2004 : meilleur acteur étranger pour Edward Norton

### Nominations
- Boston Society of Film Critics Awards 2002 : meilleur scénario pour David Benioff (2e place)
- Berlinale 2003 : en compétition pour l'Ours d'or
- Golden Globes 2003 : meilleure musique de film pour Terence Blanchard
- Black Reel Awards 2003 : meilleur film, meilleur réalisateur pour Spike Lee, meilleure actrice dans un second rôle pour Rosario Dawson
- Satellite Awards 2003 : meilleure musique de film pour Terence Blanchard, meilleur acteur dans un film dramatique pour Edward Norton
- World Soundtrack Awards 2003 : compositeur de bande originale de l'année pour Terence Blanchard

## Influences et postérité
La 25e Heure, et plus particulièrement la scène J'emmerde, inspire la chanson du rappeur français Orelsan Suicide social. Cette même scène est d'ailleurs échantillonnée à la fin du titre Ta P'Tite Amie sur l'album RAP du groupe de rap français Explicit Samouraï, précédant ainsi le titre J'Aime Pas.
L'épisode 7 de la saison 1 de Better Call Saul contient de nombreuses références au film.